# 姆明世界

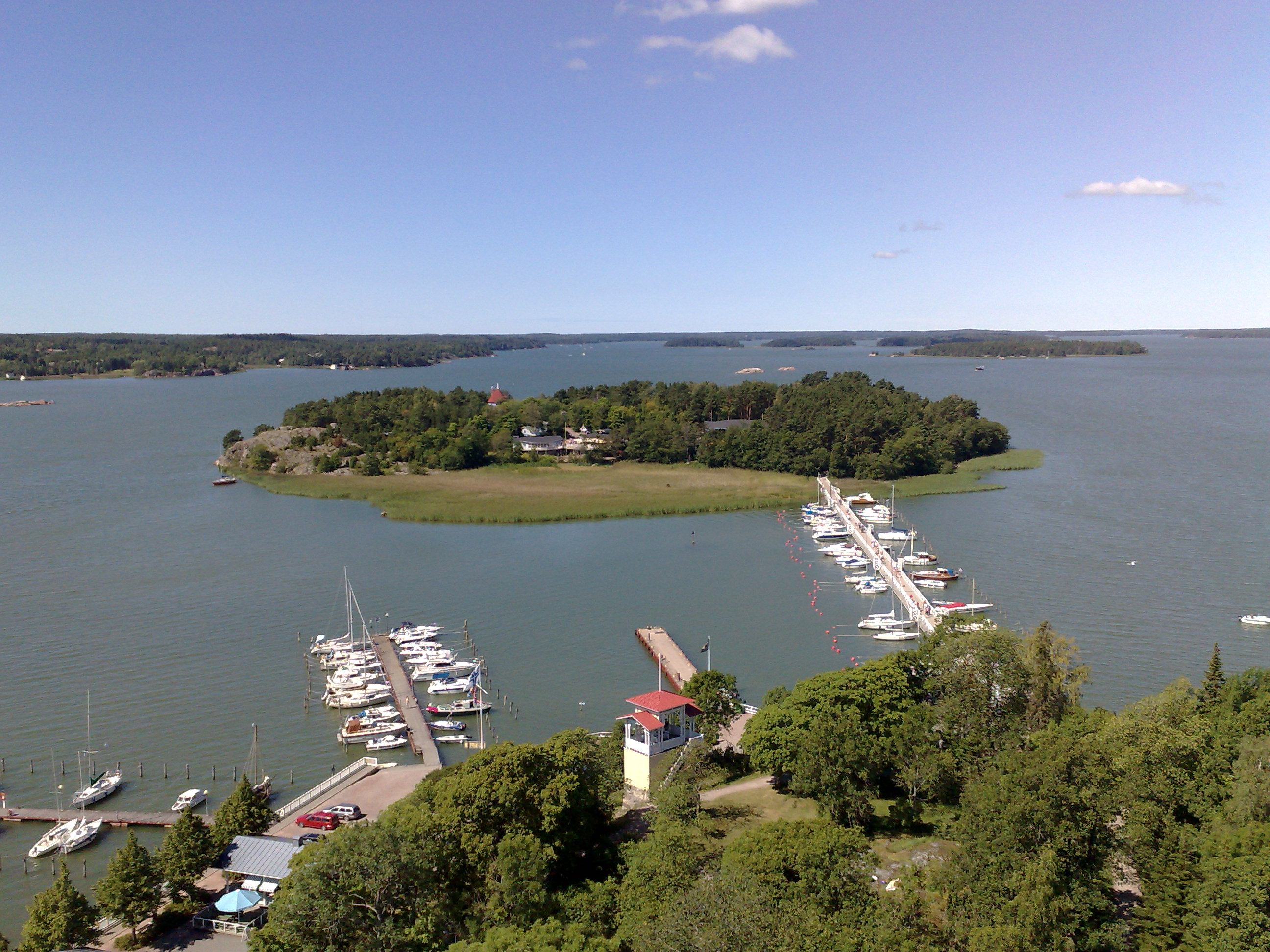
凯洛岛

姆明世界（芬蘭語：Muumimaailma）是基于芬兰瑞典族女作家兼画家朵貝·楊笙的姆明故事创建的主题公园。主题公园由姆明卡通制作人丹尼斯·利夫松（Dennis Livson）创建，姆明世界希望为儿童及他们的家人创造一场关于姆明的奇妙体验。姆明世界位于芬兰西南部楠塔利的凯洛岛上。 
姆明是托芙·扬松笔下的漫画人物。姆明世界则是对扬松笔下的漫画及童话书人物的呈现。在姆明世界里，故事的主人公们通过表演活动给人们带來好心情；里面的游乐设施与场景都是依据漫画以及童话书内的描述建设，为人们还原了一个真实且童趣盎然的姆明世界。此外，公园内部也设置有便捷的咨询点和无障碍设施。

## 创办
1993年，丹尼斯·利夫松看中了芬兰西南部楠塔利的凯洛小岛，认为它与故事中所描写的姆明天地十分相似，于是便在那儿兴建了全世界第一座，也是芬兰正式官方注册以姆明为主题的合家乐园——姆明世界，搭建了很多与故事相关的观光景点。诸如蓝莓颜色的姆明屋、史力奇营帐等等。姆明世界每年吸引着成千上万的游客，而在夏季这里更是游人如织。几乎四分之三的游客来自于芬兰本土，其余的则多来自于邻国瑞典、俄罗斯、爱沙尼亚。此外，日本也有很多姆明迷前来姆明的芬兰老家——姆明世界做客。
姆明世界使得姆明在楠塔利已经不再是平面上的图画，而成为了活生生的主演角色。无论是小朋友还是成年人的卡通迷，一旦来到姆明世界，就如同置身到了主题故事的天地之间。自然小径、海滩帐篷、剧场演出、“警察派出所”——姆明世界为游客们提供了各种各样的活动选项。同时，人们还能在主题公园内见到姆明一族和他们的朋友们，偶尔姆明一家还会邀请游客去他们蓝莓色的姆明屋中做客。此外，凯洛小岛的自然景色也很宜人。

## 姆明世界具体内容介绍

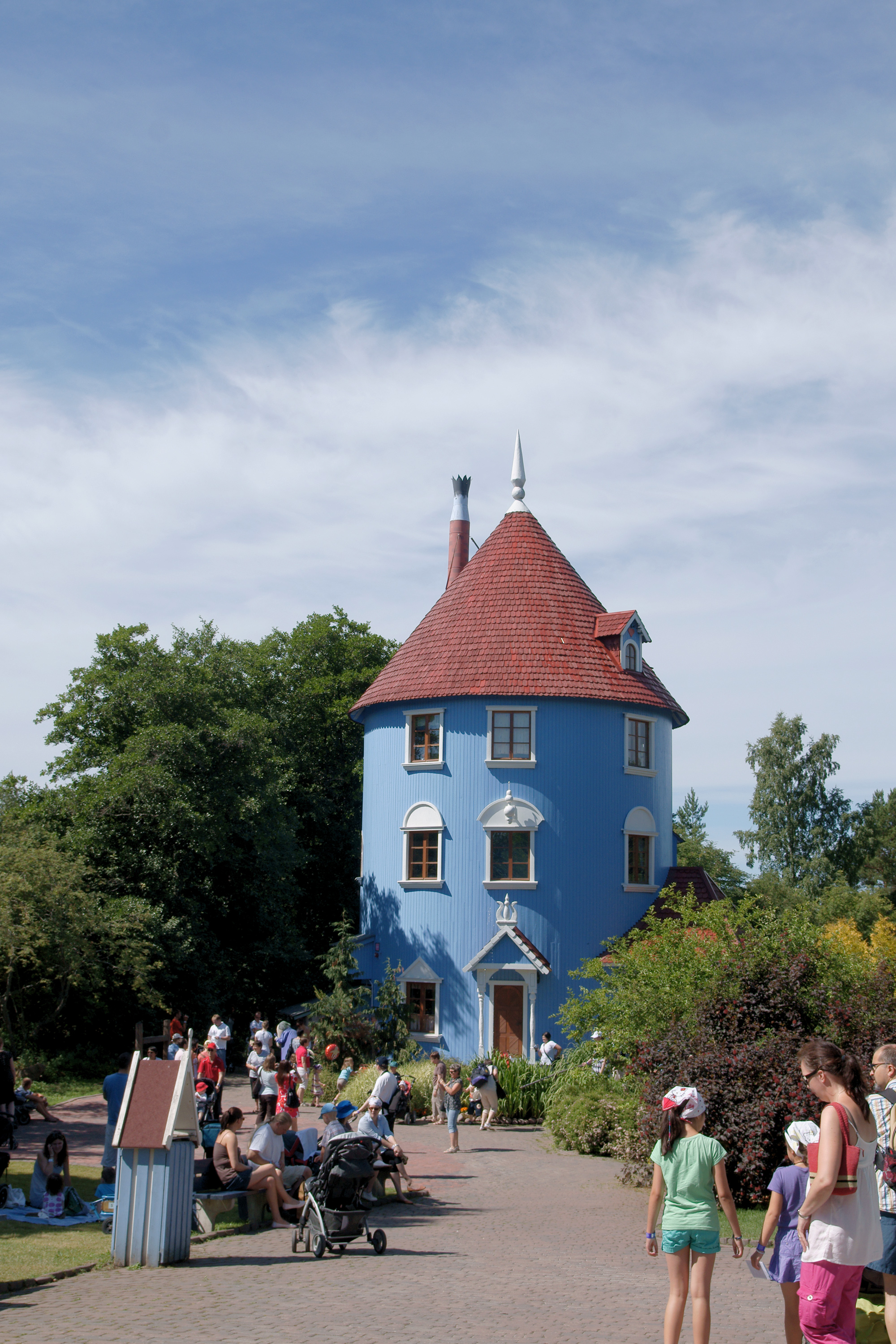
姆明世界里的姆明屋

### 姆明世界观光点
爱玛剧场（Theatre Emma）；姆明之家（The Moomin House）；希米伦之屋（Hemulen’s House）；莫立之屋（Groke’s Hut）；森林小径（Forest Paths）；赤脚小径（Barefoot Trail）；史力奇营帐（Snufkin's Camp）；风景瞭望台（Scenic Lookout Point）；姆明爸爸的船（Moominpappa's Boat）；大龙多多（Edvard the Booble）；树精洞穴（Cave of the Hattifatteners）；儿童海滨浴场（Children's Beach）等等。

### 姆明世界剧场演出与活动
姆明世界的爱玛剧场每天的11:00-17:00之间每一个整小时都会有姆明相关的表演，姆明一族的主要成员都会登台，每场表演持续20分钟左右。表演的节目单每年都会更新，表演的语言是瑞典语和芬兰语，但也会有英语、日语、汉语字幕，以便外国游客更好的了解表演的内容。
姆明之家旁边的小舞台每天的10:00-17:00之间每30分鐘都会有精彩的活动，每一个小活动持续15分钟左右。活动的内容也是精彩纷呈，主要内容是姆明一族的主要成员与游客一起互动，有歌咏表演以及姆明动画情节的剧情表演。

### 姆明世界礼品店
姆明精品店（位于楠塔利老城区），史尼夫精品店（位于姆明世界主题公园内），这两个礼品店内陈设着种类繁多的姆明周边纪念品，包括摆件、马克杯、杯垫、钱包、服饰、玩具等等。姆明世界的礼品店也提供一些主题公园特制的姆明纪念品。

### 姆明邮局
姆明邮局有关于姆明的出版物、明信片以及姆明特种邮票。从姆明邮局可以向世界各地寄出附有姆明邮票的精美明信片。

### 姆明世界美食
姆明世界为来自世界各地的游客准备了精美的食物，可以在姆明妈妈厨房（Manna's Kitchen）享用美味的芬兰餐，也能在汉堡包店（Burger）或者哥妮哥哥土豆工厂（Snork's Potato Factory）享用简餐或者快餐。在费尼钟夫人的华夫饼屋（Fillyjonk's Waffles）以及姆明妈妈的甜甜圈屋（Moominmamma's Doughnut House）可以吃到精致的甜点。当然，人们也可以在街边的美食摊点品尝一份糖果或者冰激凌。

## 旅游提示
地址：Kaivokatu 5， 21100 Naantali （乘坐图尔库公交车6路或者7路到达Naantali站）
开放时间：
- 10:00-18:00（2019年2月16日-2月24日）
- 10:00-18:00（2019年6月8日-8月11日）
- 12:00-18:00（2019年8月12日-8月25日）

门票：
冬季魔法季一日票23欧元（官网购票21欧元），家庭票4-6人80-114欧元（官网购票72-102欧元），夏季一日票30欧元（官网购票28欧元），两日票38欧元（官网购票36欧元）。两岁以下儿童免费。

## 姆明小档案
姆明可以算得上是在圣诞老人之后在芬兰第二受欢迎的全民偶像。 
一个个白白胖胖、看上去像河马的姆明一家子，是四十年代芬兰文学作品中的角色。姆明是姆明谷的主角。心地善良，而且待人热情。活泼可爱，受人欢迎。他的朋友有史力奇、阿美、史力夫…女朋友是科妮。很多人觉得姆明是一只河马，其实姆明是精灵。别以为姆明是日本卡通人物，其实他来自芬兰。